# Bitva u Staré Jesenice
Bitva u Staré Jesenice (německy Schlacht bei Altwilmsdorf; v Polsku též známá jako Bitwa pod Starym Wielisławiem nebo Bitwa pod Czerwoną Górą), se odehrála 27. prosince 1428 v Kladsku (historickém území) mezi vesnicemi Altwilmsdorf (Staré Jesenice) a Niederschwedeldorf (Dolní Štivnice). Vojsko sirotků v čele s hejtmanem Janem Královcem zde při výbojné rejse porazilo oddíly dolnoslezských šlechticů a měst vedených knížetem Janem Minsterberským. Po dosaženém vítězství husité pokračovali v důrazném pronásledování protivníka a bez většího odporu obsadili další jeho opevněná sídla.

## Předehra
Koncem měsíce července 1428 zahájilo polní vojsko sirotků obléhání hradu Lichtenburka, patřícího  Janu Městeckému z Opočna. který ve spolupráci s loupeživým rytířem Oldřichem Močihubem z Královic ovládal podhůří Železných Hor a horní Posázaví. Dobře situovaná posádka pod vedením purkrabího Lišky kladla houževnatý odpor, v jehož důsledku začali husité pociťovat nedostatek potravin. Dne 1. listopadu proto pět sirotčích houfů pod velením hejtmana Jana Královce z Hrádku vyrazilo na kořistní výpad směrem do Horní Lužice. V průběhu rejsy tyto oddíly vyplenily okolí Žitavy a Löbau a do Čech se vracely směrem k Hrádku nad Nisou. Kolonu zpomalenou vozy s kořistí však u Chrastavy napadly vojenské sbory lužických měst a způsobily jí značné ztráty. Na konci střetnutí sice husité protivníka odrazili, nicméně přišli o většinu spížních vozů. Tento nezdar Jana Královce přiměl během příštích dnů vypravit novou spanilou jízdu, tentokrát směřující do Kladska. Ve zdejším kraji se jeho sirotci, posílení dalšími oddíly z Hradecka, utábořili mezi Kladskem a Štívnicí a krátce před Vánocemi vypálili Habelschwerdt. Mezitím co plenili své okolí, shromáždili místní velmoži a města vojsko, jehož velení bylo svěřeno do rukou knížete Jana Minsterberského. Kromě jeho vlastních mužů se výpravy účastnili i ozbrojenci nisského biskupa a svídnický hejtman Heřman Cetrics spolu s hotovostí z celého kraje.

## Bitva
Z běžně dostupných českých písemných pramenů o bitvě z 27. prosince 1428 velmi lakonicky hovoří pouze Staré letopisy české, soubor drobných kronik, psaných od sklonku bojovného husitství jako pokračování různých starších kronikářských prací, které jako první do jediného díla soustředil historik František Palacký. 
| „                      | Téhož roku pak táhli sirotci ke Kladsku, tam se však shromáždili Němci a vytáhli proti nim. Strhl se boj a Němci utekli. Byl tu zabit kníže Minsterberk. Sirotci pak táhli do Slezska a dobyli a obsadili Němčí. | “ |
| — Staré letopisy české | |   |

 Mimo tuto práci se o události zmiňuje i anonymní dílo přímého účastníka husitských válek s názvem Kronika starého pražského kolegiáta.
Podle výše zmiňovaných textů je patrné, že sirotci protivníka očekávali pod ochranou vozové formace. Velitel Slezanů Jan Minsterberský zřejmě vedl útočný šik osobně a spolu s ním se stal i terčem první mohutné salvy husitské artilerie. Výklad historiků je shodný v konstatování, že to bylo právě toto úvodní odstřelování, které obrátilo slezskou jízdu i pěchotu na útěk. Jakmile husité spatřili protivníka prchat, okamžitě opustili vozovou hradbu a zahájili důrazné pronásledování. Jednou z prvních obětí tohoto protiútoku se stal i minsterberský kníže, který údajně upadl do bahnité zmoly, ze které se nedokázal zavčasu vyprostit. Dostiženo, zabito nebo zajato, bylo též mnoho dalších vojáků; do Čech byl, mimo jiných, odveden i svídnický hejtman Cetrics.

## Důsledky
K porážce Slezanů došlo asi hodinu před západem slunce, tato okolnost je však před zatvrzelým pronásledováním neochránila. Husité pokračovali ve stíhání dlouho do noci a cestou zapalovali okolní vesnice, aby protivníka připravili o sebemenší možnost úkrytu. Po shromáždění kořisti se přesunuli směrem ke slezským hranicím a zanedlouho zaútočili na město Břeh, které dobyli spolu s posilami z Moravy. 16. ledna vyplenili Olawu, v dalších dnech pak Němčí, Minsterberk a jindřichovský klášter. Dne 29. ledna se pokusili dobýt Svídnici, avšak narazili na tvrdý odpor obránců, kvůli němuž se svého záměru vzdali a obtíženi bohatou kořistí zamířili zpět k Lichtenburku. Navzdory tomuto úspěchu se 300 obránců pevnosti vzdalo teprve rok a čtvrt po zahájení obléhání (25. listopadu 1429).

#### Prameny
- Prameny dějin českých. Příprava vydání Josef Emler. Svazek VII. Praha: V komisi Dr. Grégr a Ferd. Dattel 258 s. (latinsky) [Kronika starého kolegiáta pražského].
- Ze starých letopisů českých. Praha: Svoboda, 1980. 580 s.

#### Sekundární literatura
- FRANKENBERGER, Otakar. Naše velká armáda - díl III. Praha: Zemědělské knihkupectví, 1921. 188 s.
- PALACKÝ, František. Dějiny národu Českého v Čechách a na Moravě. Praha: B. Kočí, 1907. 1279 s.
- ŠMAHEL, František. Husitská revoluce. 3. Kronika válečných let. Praha: Karolinum, 1996. 420 s. ISBN 80-7184-075-0.